# 紅の紋章

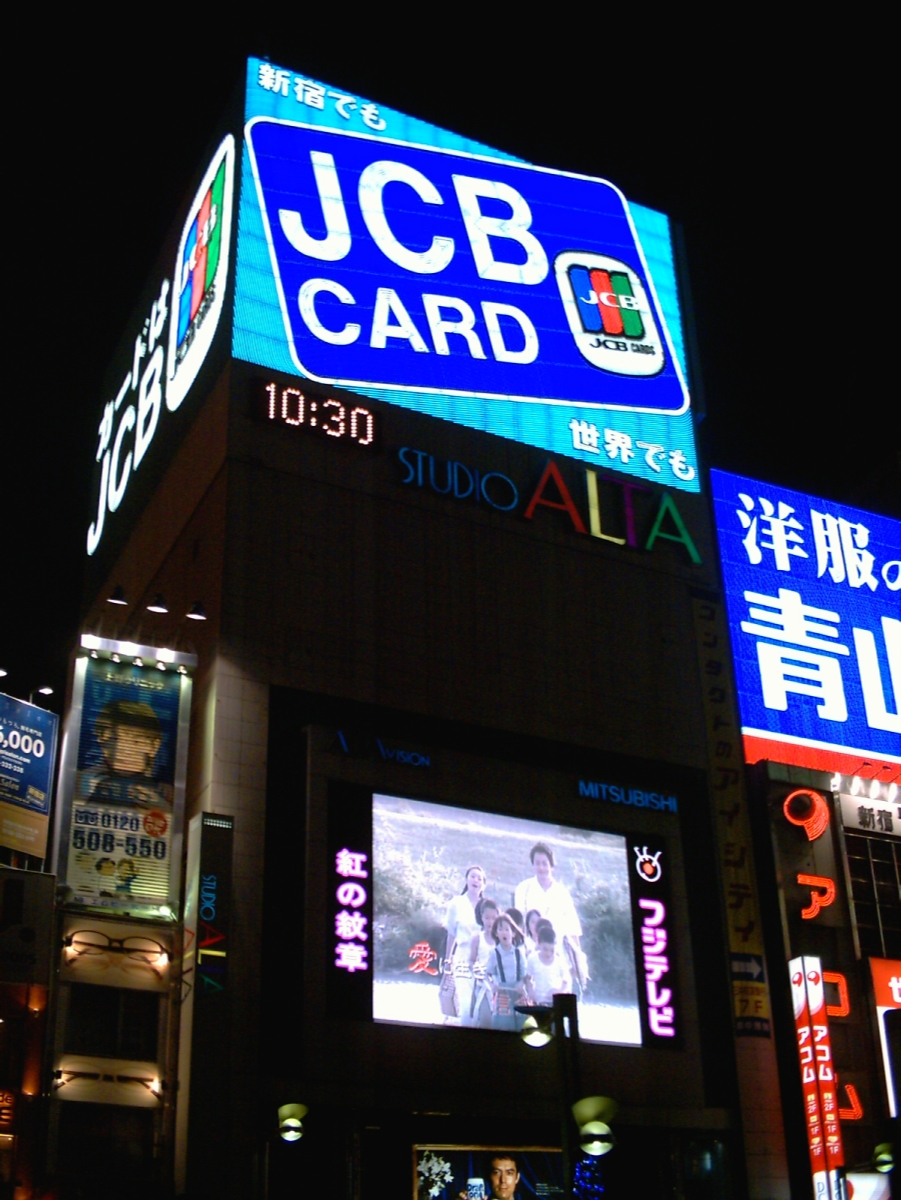
新宿アルタで本ドラマの番宣が流れている

『紅の紋章』（べにのもんしょう）は、東海テレビ・フジテレビ系列で2006年10月2日から12月27日まで放送された昼のテレビドラマである。放送時間は、月曜 - 金曜の13:30 - 14:00(JST)。

## 概要
終戦直後の昭和22年、昼は青空教室の教師、夜は女郎という二つの顔を持つ正義感の強い女性・三枝純子と青年医師・堂本道也は運命的に出会い、恋に落ちる。周囲に反対される恋を貫く2人は駆け落ちするが失敗、純子は遊郭へ戻される。しかし全借金を誰かが支払い、純子は自由の身となる。道也の父・栄作は純子の全借金を支払う代わりに、道也をドイツ留学させたのであった。その後、純子は名門女子高の美術教師となるが、理事長の娘である純子の教え子・綾子の婚約者として道也と再会する。
本来は純子と道也の純愛を軸に、東海テレビの昼ドラらしいドロドロの愛憎劇が描かれると思わせる設定だったが、第2部以降はあまりそのような場面はなく、純子と道也の周囲の人々の生き方を描いたドラマであった。

## キャスト
- 三枝純子（川田純子、辻純子）  - 酒井美紀
- 堂本道也  - 山口馬木也
- 北原玲子  - 小嶺麗奈
- 相川洋  - 眞島秀和
- 辻珠彦  - 川久保拓司
- 辻綾子  - 満島ひかり
- 辻精太郎  - 小木茂光
- 大森太市  - 北見敏之
- 大森克代  - 栗田よう子
- 赤石コウ  - 野口かおる
- 渡辺信男  - 森大悟
- 川田邦代  - 立原麻衣
- 秋山マリ  - 小松愛
- 野原絵美（森川絵美）  - 阪田瑞穂
- 下田京子  - 斉藤千晃
- 堂本英作 - 清水綋治
- 北原征利 - 深水三章
- 川田政吉 - 井上順
- 三枝孝行（北原孝行） - 高木涼生
- 沢村久蔵 - 小林勝也

ほか

## スタッフ
- 企画：鶴啓二郎（東海テレビ）
- 脚本：清水曙美、岡本貴也
- 広報：植木圭一（東海テレビ）、山本聡美（東海テレビ）、山本章子（東海テレビ）
- プロデューサー：高村幹、沼田通嗣
- 演出：杉村六郎、藤尾隆
- 音楽：寺嶋民哉　オリジナルサウンドトラック「紅の紋章」（キューンレコード）
- 美術協力：dinos、ギャラリー四季
- 協力：バル・エンタープライズ、KHKアート、山崎美術、マエヤマ、スタジオブル、TMC-1、東京衣裳、MARVEE、未来企画、野沢園、カースタントTA･KA、オフィス・ニューマン、ヘンドリックス
- 制作：東海テレビ、テレパック

## サブタイトル
※2006年10月9日・11月23日の祝祭日は特別番組（駅伝中継）のため休止。
| 第1週  | 第1週      | 第1週          | 第2週  | 第2週      | 第2週            | 第3週  | 第3週      | 第3週            |
| 回     | 放送日     | サブタイトル   | 回     | 放送日     | サブタイトル     | 回     | 放送日     | サブタイトル     |
| ------ | ---------- | -------------- | ------ | ---------- | ---------------- | ------ | ---------- | ---------------- |
| 第1回  | 2006.10.2  | 運命の人       |        | 2006.10.9  | 休止             | 第10回 | 2006.10.16 | 6年後の変身      |
| 第2回  | 2006.10.3  | 朝帰り         | 第6回  | 2006.10.10 | 密かな決意       | 第11回 | 2006.10.17 | 盗難事件         |
| 第3回  | 2006.10.4  | 大切な鍵       | 第7回  | 2006.10.11 | 秘密の手紙       | 第12回 | 2006.10.18 | 教師失格!        |
| 第4回  | 2006.10.5  | 一度のキス     | 第8回  | 2006.10.12 | 逃避行           | 第13回 | 2006.10.19 | 開きかけた扉     |
| 第5回  | 2006.10.6  | 混乱の妊娠     | 第9回  | 2006.10.13 | 実らぬ恋         | 第14回 | 2006.10.20 | 不吉な噂         |
| 第4週  | 第4週      | 第4週          | 第5週  | 第5週      | 第5週            | 第6週  | 第6週      | 第6週            |
| 回     | 放送日     | サブタイトル   | 回     | 放送日     | サブタイトル     | 回     | 放送日     | サブタイトル     |
| 第15回 | 2006.10.23 | 家出           | 第20回 | 2006.10.30 | 突然の求婚       | 第25回 | 2006.11.6  | 若い花嫁         |
| 第16回 | 2006.10.24 | 母親代わり     | 第21回 | 2006.10.31 | 衝撃の出生       | 第26回 | 2006.11.7  | ザクロの丘で     |
| 第17回 | 2006.10.25 | 婚約者         | 第22回 | 2006.11.1  | 悲しい関係       | 第27回 | 2006.11.8  | 重い秘密         |
| 第18回 | 2006.10.26 | 許されない仲   | 第23回 | 2006.11.2  | 悪魔の囁き       | 第28回 | 2006.11.9  | 夫婦のきしみ     |
| 第19回 | 2006.10.27 | 美術室の密会   | 第24回 | 2006.11.3  | 逆プロポーズ     | 第29回 | 2006.11.10 | 熱意の人         |
| 第7週  | 第7週      | 第7週          | 第8週  | 第8週      | 第8週            | 第9週  | 第9週      | 第9週            |
| 回     | 放送日     | サブタイトル   | 回     | 放送日     | サブタイトル     | 回     | 放送日     | サブタイトル     |
| 第30回 | 2006.11.13 | 院長の苦悩     | 第35回 | 2006.11.20 | 暴かれた過去     | 第39回 | 2006.11.27 | 誰もいない教室   |
| 第31回 | 2006.11.14 | 夫の変化       | 第36回 | 2006.11.21 | 不幸せの選択     | 第40回 | 2006.11.28 | 二人だけの授業   |
| 第32回 | 2006.11.15 | 秘密の告白     | 第37回 | 2006.11.22 | 凛とした告白     | 第41回 | 2006.11.29 | 愛ゆえの離婚     |
| 第33回 | 2006.11.16 | 理事長代理     |        | 2006.11.23 | 休止             | 第42回 | 2006.11.30 | 伝えられた真実   |
| 第34回 | 2006.11.17 | 愛の勝負       | 第38回 | 2006.11.24 | 嘘つき!          | 第43回 | 2006.12.1  | 天使たちとの和解 |
| 第10週 | 第10週     | 第10週         | 第11週 | 第11週     | 第11週           | 第12週 | 第12週     | 第12週           |
| 回     | 放送日     | サブタイトル   | 回     | 放送日     | サブタイトル     | 回     | 放送日     | サブタイトル     |
| 第44回 | 2006.12.4  | 突然の別れ     | 第49回 | 2006.12.11 | 転落の人生       | 第54回 | 2006.12.18 | 幼子の運命       |
| 第45回 | 2006.12.5  | 二度目の嘘     | 第50回 | 2006.12.12 | 憐れみはいらない | 第55回 | 2006.12.19 | 父と子の絆       |
| 第46回 | 2006.12.6  | 病院の閉鎖     | 第51回 | 2006.12.13 | 院長の愛人       | 第56回 | 2006.12.20 | 隠し続ける真実   |
| 第47回 | 2006.12.7  | 母として       | 第52回 | 2006.12.14 | 4年前の真実      | 第57回 | 2006.12.21 | 君が幸せなら…    |
| 第48回 | 2006.12.8  | 夢のピリオド   | 第53回 | 2006.12.15 | 最後の子守唄     | 第58回 | 2006.12.22 | 買収劇の黒幕     |
| 最終週 |            |                |        |            |                  |        |            |                  |
| 回     | 放送日     | サブタイトル   |        |            |                  |        |            |                  |
| 第59回 | 2006.12.25 | 卑劣な交換条件 |        |            |                  |        |            |                  |
| 第60回 | 2006.12.26 | 不意の来訪者   |        |            |                  |        |            |                  |
| 最終回 | 2006.12.27 | あの頃に戻って |        |            |                  |        |            |                  |

## 主題歌
- ゴスペラーズ「Platinum Kiss」（キューンレコード）